# Jamonera

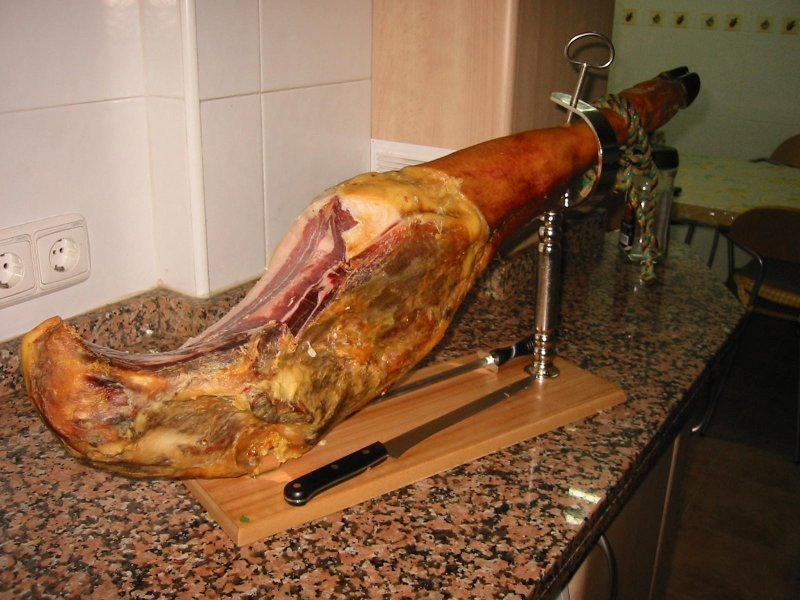
Serrano-Schinken in der Jamonera

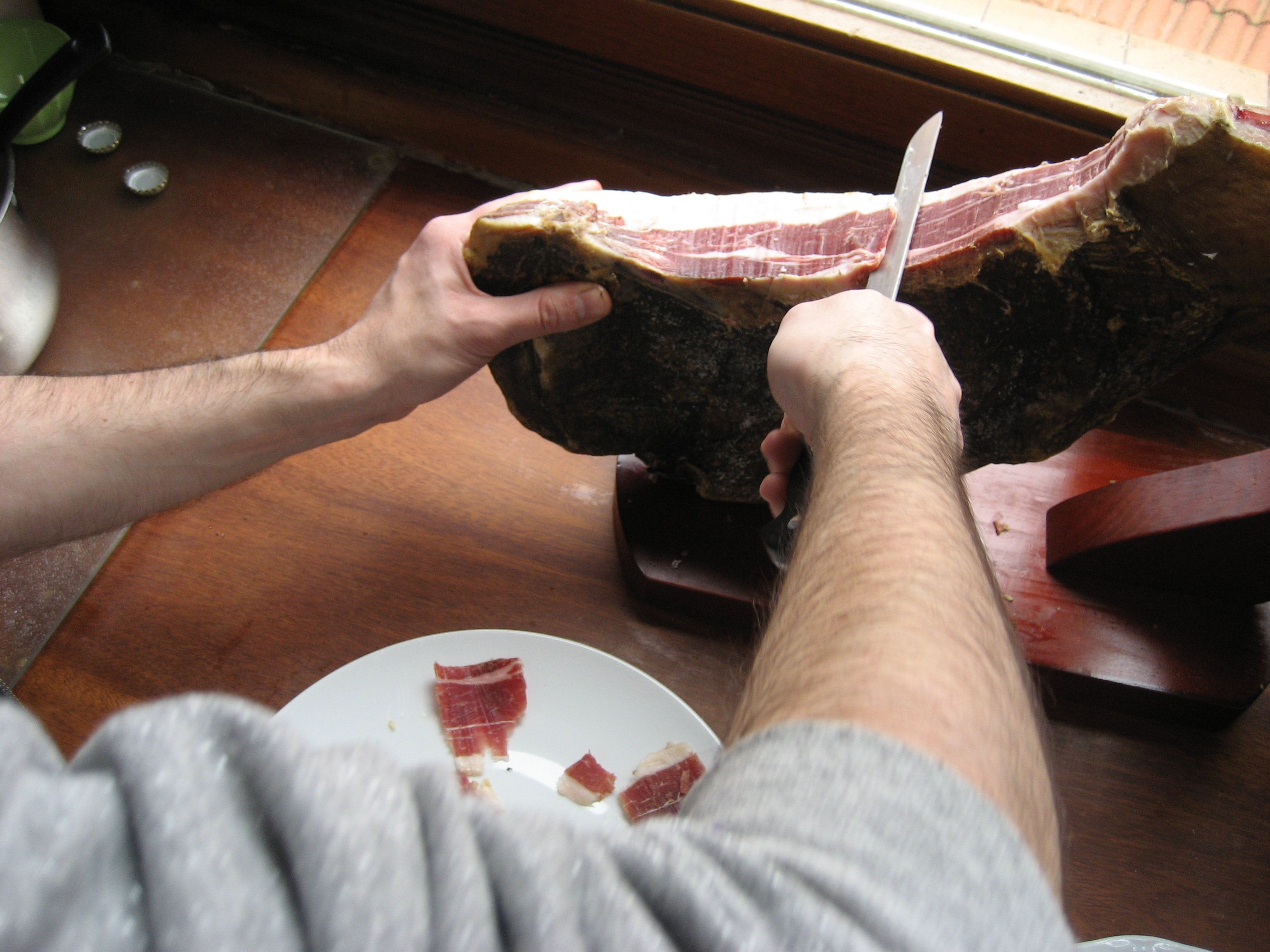
Ein Cortador beim Schneiden des Schinkens

Unter Jamonera [xamoˈneɾa], auch Jamonero oder Portajamones, versteht man das in Spanien heimische spezielle Schinken-Holzgestell, mit dem sich der bekannte Serrano-Schinken oder ein Jamón Ibérico im Ganzen einspannen, präsentieren und aufbewahren lässt. Die Jamonera besteht aus dem, oft aus edlen Hölzern geformten, Fuß sowie den Halterungen mit Stellschrauben, meist aus Edelstahl.
Der Schinken wird aus der Keule mit dem Eisbeinstück und der Pfote zugeschnitten. Der Knochen bleibt enthalten. Die Jamonera hält das Stück in der idealen Position für den fachgerechten, sehr dünnen Schnitt des Schinkens. Dessen dünneres Ende – mit der nach oben weisenden Klaue – befindet sich dabei in der erhöhten Position.
Das dazugehörige spezielle, sehr scharfe und mit einer langen, flexiblen Klinge ausgestattete Messer nennt sich Cuchillo jamonero (deutsch Schinkenmesser).
Die Person, die den Schinken schneidet, nennt man den Cortador (von spanisch cortar für schneiden). Es gibt in Spanien amtlich geprüfte Cortadores, die auch Wettbewerbe veranstalten.